# Forteresse de Skopje

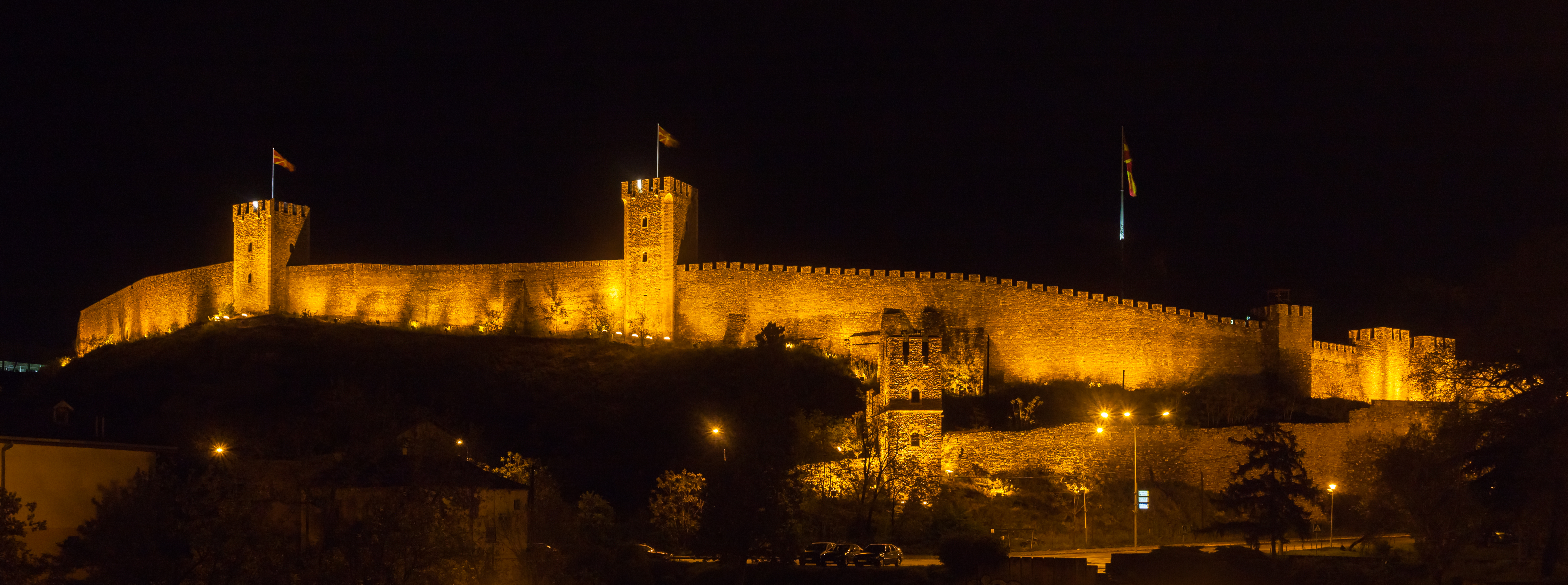
Vue de nuit de la forteresse.

La forteresse de Skopje (en macédonien : Скопско Кале ou simplement Кале, prononcé « Kalé », du turc kale, qui signifie « forteresse »), est une forteresse qui domine la vieille-ville de Skopje, capitale de la Macédoine du Nord. Elle est construite sur une colline et surplombe le Vardar. Elle est considérée avec le pont de pierre comme un symbole de la ville, et figure sur le blason de Skopje.

## Situation
La forteresse se trouve dans le centre-ville de Skopje, à l'intérieur des limites de la commune de Centar. Elle est construite sur la rive nord du Vardar, au sommet d'un promontoire rocheux qui s'étale d'est en ouest sur plus d'un kilomètre. Dans sa partie ouest, le promontoire descend progressivement, tandis que dans sa partie est, il s'arrête brusquement. La forteresse se concentre sur cette extrémité abrupte et elle domine le vieux bazar.
Le promontoire surplombe d'une quarantaine de mètres le terrain bas et alluvionnaire sur lequel est construite la ville. Il date du Néogène et il est constitué d'argiles, de marnes et de grès.

## Histoire

### Préhistoire et Antiquité

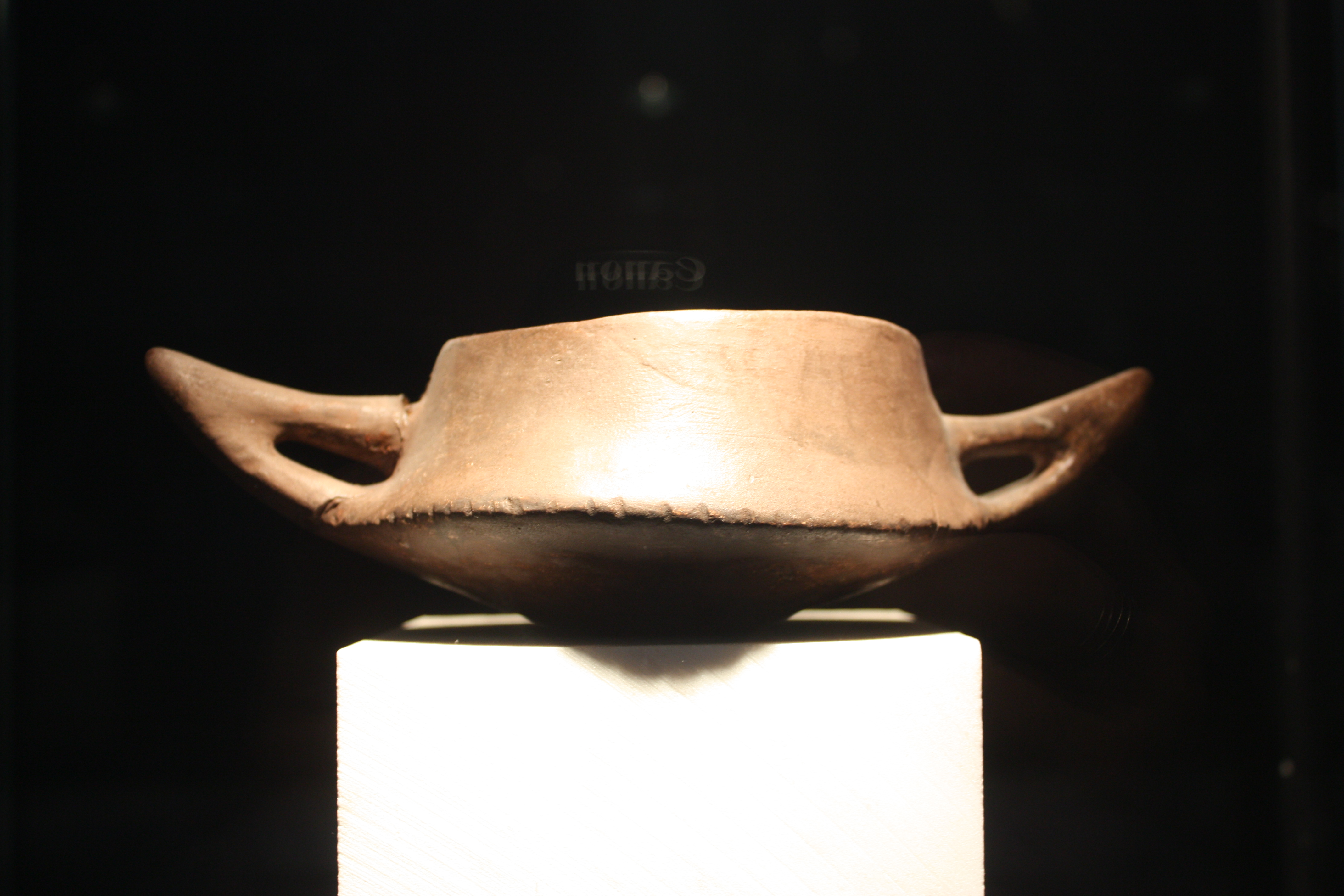
Poterie du Néolithique découverte dans la forteresse et exposée au musée de la Ville de Skopje.

Le site de la forteresse est occupé dès le IVe millénaire av. J.-C., et c'est d'ailleurs le premier lieu habité à Skopje. Les premiers habitants y ont laissé des traces typiques du Chalcolithique, notamment des huttes en terre sèche, des objets de culte, ainsi que des puits dans lesquels ils jetaient leurs ordures ou bien entreposaient diverses choses. La présence de nombreuses statuettes en terre cuite et d'outils en os et en pierre suggère l'existence d'une localité importante économiquement.

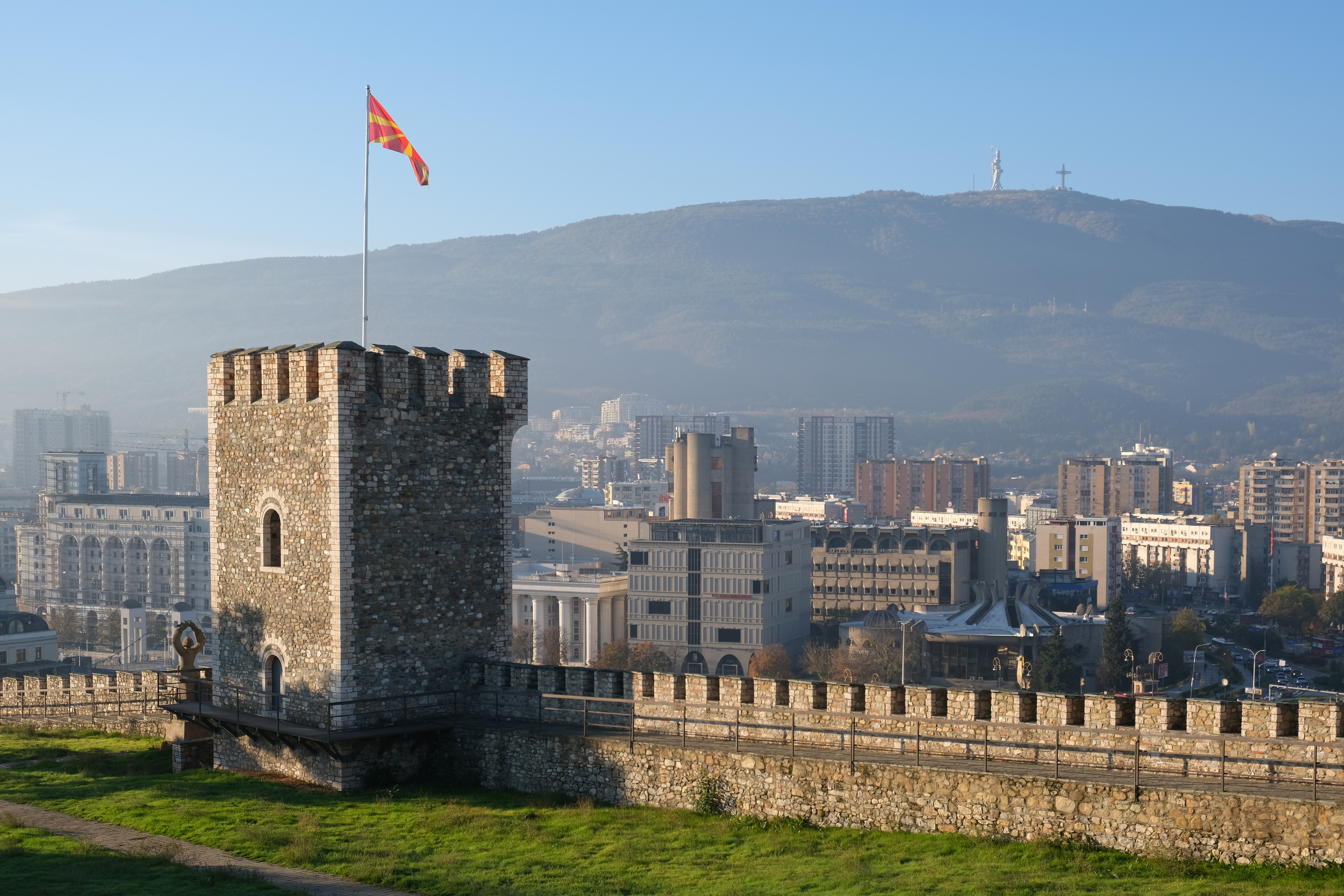
Tour de la forteresse.

Pendant l'âge du bronze, le village se rétracte et n'occupe plus qu'une petite partie de la colline. De cette époque datent des traces de maisons et des morceaux de céramique. Les fouilles archéologiques menées sur le site confirment la présence d'une seule culture locale qui évolue progressivement, d'abord grâce aux liens avec les autres cultures des Balkans et du Danube, puis, vers la fin de l'âge du bronze, à la faveur des contacts avec le monde de la mer Égée. L'âge du fer a laissé quelques traces de maisons en torchis ainsi que des céramiques. Ensuite, le site semble avoir été déserté, et seul un puits rituel du IVe siècle av. J.-C. a été retrouvé. C'est à cette époque qu'apparaît la ville antique de Scupi, qui est située quelques kilomètres plus loin vers l'ouest.
Scupi est totalement détruite par un séisme en 518, et la ville est reconstruite à l'emplacement de la forteresse sous l'empereur Justinien Ier. À cette époque, de nombreuses autres villes byzantines sont déplacées sur des hauteurs, afin de faire face aux invasions barbares. Néanmoins, selon Théophylacte, la nouvelle ville est prise par des tribus slaves à la fin du VIe siècle. Aucun écrit ne mentionne la ville au cours des trois siècles suivants.

### Moyen Âge

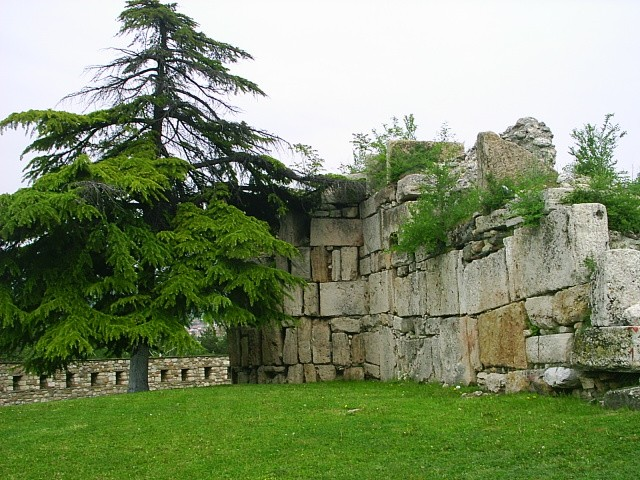
Le mur cyclopéen, qui date peut-être du règne de Justinien Ier.

Au Moyen Âge, la forteresse a déjà sa superficie actuelle, mais elle n'est pas vide comme c'est le cas aujourd'hui. En effet, elle renfermait habitations, lieux de cultes et de commerce ainsi qu'ateliers et logements militaires. Il s'agissait donc d'une ville close, et non pas d'une forteresse à proprement parler. Ce n'est que sous l'occupation turque que le site devient uniquement militaire.
La forteresse ne renferme pas de traces apparentes d'occupation au temps de Justinien, et seuls les restes d'un mur cyclopéen, non daté, peuvent suggérer un aménagement byzantin. Il faut attendre le Xe siècle pour que la forteresse actuelle voie le jour. Celle-ci, construite avec les meilleures techniques de l'époque, englobe toute la ville-haute, et possède un fort potentiel stratégique puisqu'elle se trouve au centre de l'Empire que Samuel Ier de Bulgarie a créé en 976. Pendant le règne de Samuel, Skopje se développe et devient un centre de commerce en nouant des liens avec les cités voisines et celles de la côte adriatique. 
La ville est reprise par les Byzantins en 1004 puis elle est attaquée de nombreuses fois au cours du XIe siècle, notamment par les croisés de Robert Guiscard, ainsi que par des insurgés locaux,,. Skopje est finalement conquise en 1282 par le roi serbe Milutin. Sous la dynastie Nemanjić, Skopje s'étend et sort peu à peu de ses remparts, en occupant l'emplacement du vieux bazar, qui forme une ville-basse. Ce quartier est lui aussi fortifié à son tour. La ville devient au XIVe siècle un important centre économique, culturel et administratif des Balkans et Stefan Uroš IV Dušan y déplace sa cour puis s'y fait couronner en 1346 « Empereur des Serbes et des Grecs ».
Après la mort de Stefan Uroš IV Dušan, l'Empire serbe se disloque et les Balkans sont peu à peu envahis par les Turcs. Skopje devient ottomane le 19 janvier 1392.

### Époque ottomane

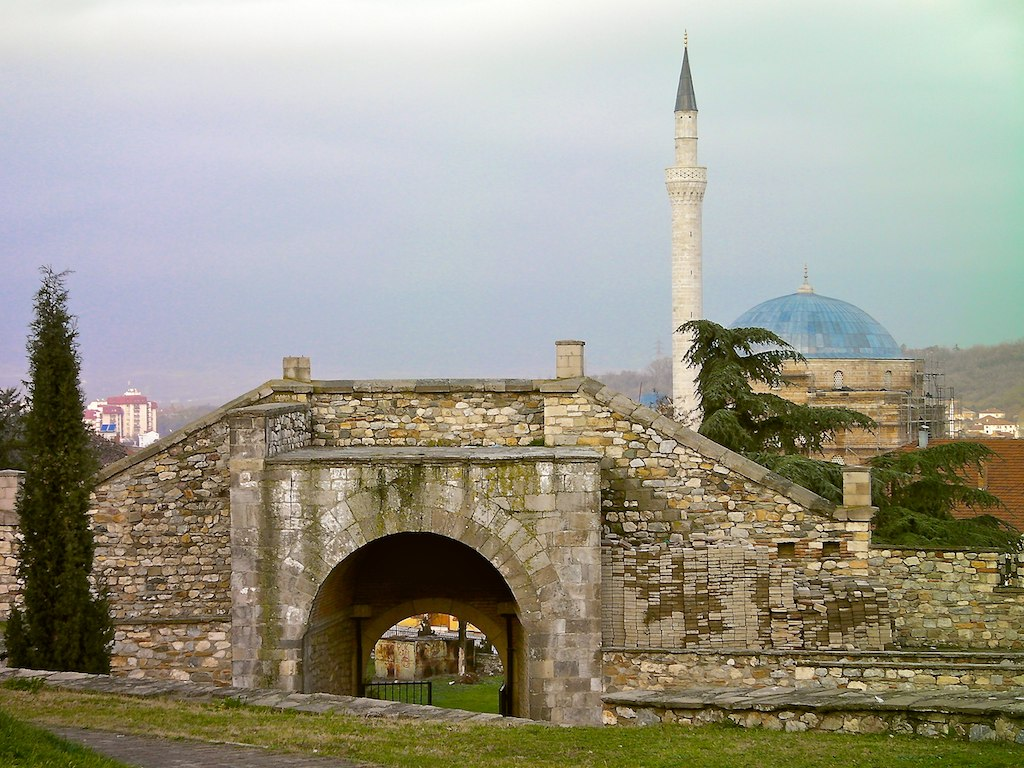
La porte nord, qui date du XVIII.

La forteresse, endommagée pendant l'invasion ottomane, est transformée par les Turcs. Ceux-ci dégagent l'espace, qui perd ses fonctions résidentielles et commerciales, pour ne rester qu'un ouvrage militaire. Ils y construisent des entrepôts, des baraques et des ateliers d'armes. Néanmoins, Skopje se trouve loin des frontières de l'Empire ottoman, elle n'a donc pas une grande importance stratégique, et seule une petite garnison y stationne. 
Philippe Canaye, qui visite Skopje au XVIe siècle, n'y voit que « les ruines d'un vieux château, et à l'intérieur de celui-ci une église grecque. »Cette église était vraisemblablement une construction datant de l'époque serbe. En 1660, le voyageur turc Evliya Çelebi est plus enthousiaste et note que « la forteresse est très forte et robuste, avec deux rangées de murs ». Toutefois, en 1689, pendant la guerre austro-turque, les Autrichiens trouvent une forteresse négligée et ils s'en emparent facilement. 
Après la guerre, Skopje est totalement anéantie puisqu'elle a été incendiée par les Autrichiens. Les Turcs, redevenus maîtres de la Macédoine, font cependant reconstruire la forteresse vers 1700. De cette époque date notamment la porte nord. La ville demeure une simple bourgade de province jusqu'au milieu du XIXe siècle, et la forteresse ne retrouve jamais de grand rôle stratégique.

### XXesiècle

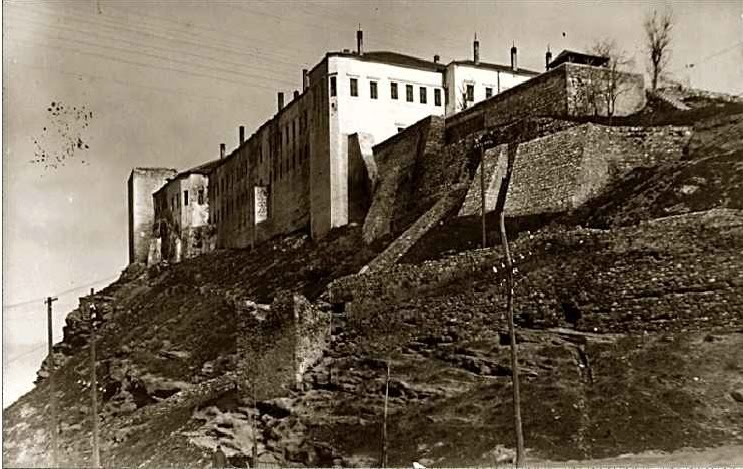
La forteresse dans les années 1920.

Pendant la Première Guerre mondiale, la forteresse est utilisée par l'armée austro-hongroise, avant qu'elle ne soit prise par les forces françaises commandées par Jouinot-Gambetta. En 1918, la Macédoine est incluse dans le nouveau royaume des Serbes, Croates et Slovènes qui devient le royaume de Yougoslavie en 1929. De 1921 à 1930, une dizaine d'édifices militaires sont construits dans la forteresse. Ils comprennent baraques, ateliers, état-major, etc. Ces bâtiments sont utilisés par l'armée jusqu'en 1951, date à laquelle la forteresse est cédée au musée archéologique et historique. Des fouilles archéologiques sont conduites en 1953, puis en 1967 et 1968.
Lors du désastreux tremblement de terre de 1963, la forteresse est presque totalement détruite. Il ne reste par exemple plus rien des constructions des années 1930. Après 1963, le site est longtemps laissé en ruines, à l'exception de petites portions de remparts qui sont restaurées. Transformé en parc, il est ouvert au public.

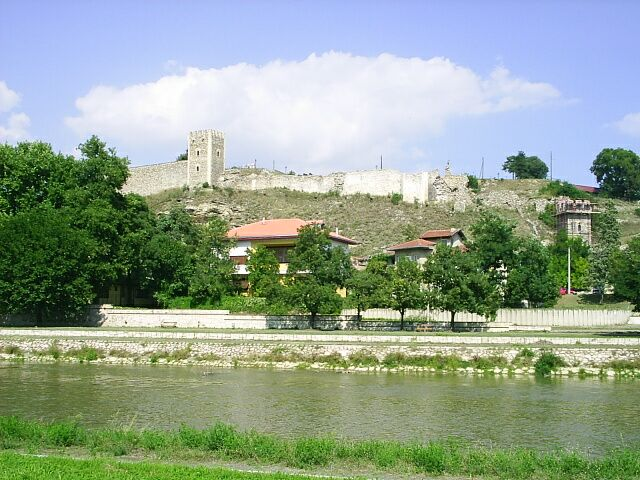
la forteresse au début des années 2000. À l'exception d'une tour et d'un pan de mur reconstruits après le séisme de 1963, seules des fondations sont visibles.

### Restauration de la forteresse

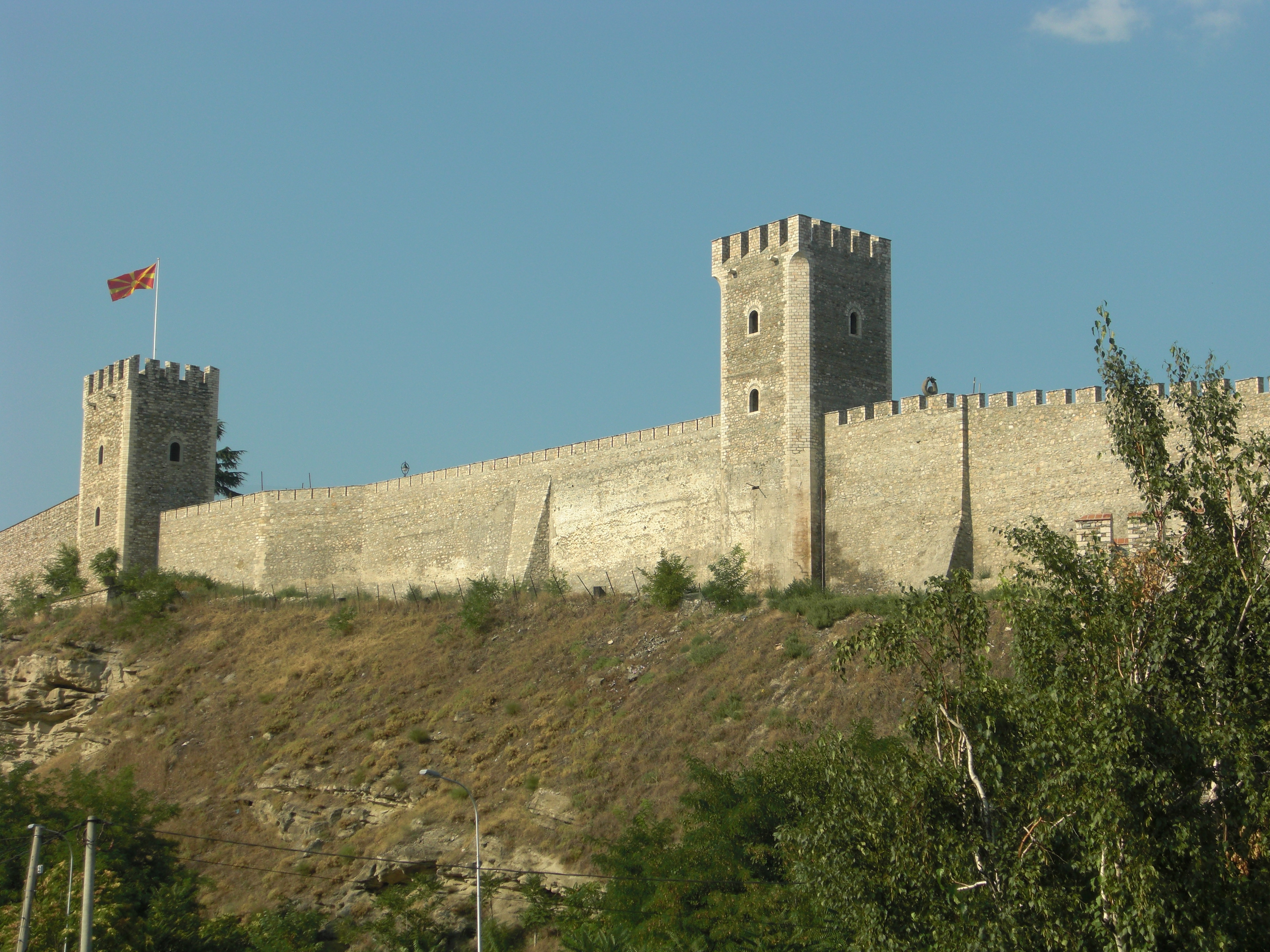
La muraille sud reconstruite.

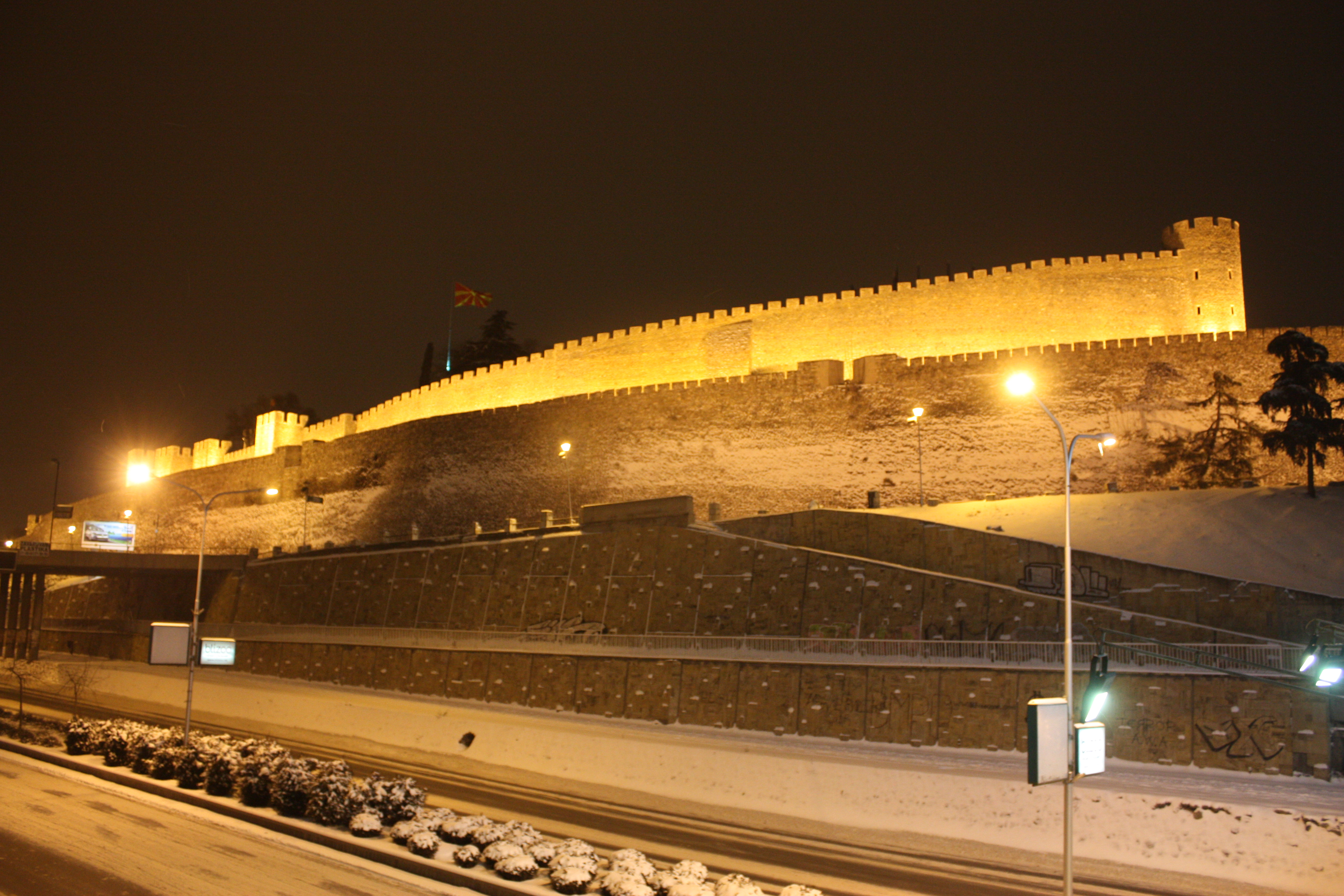
Les travaux de restauration ont aussi permis l'illumination du site.

Les travaux de reconstruction ont notamment permis la renaissance de quatre tours, dont trois carrées et une circulaire, sur la muraille sud, ainsi que le rétablissement d'une porte donnant sur le Vardar.
Cela signifie qu'un grand nombre d'éléments détruits en 1963 ne sont pas reconstruits, notamment les bâtiments du XIXe siècle et du début du XXe siècle. Ainsi, la forteresse ne retrouve pas totalement son aspect d'avant 1963. Cela a été critiqué par une partie des archéologues macédoniens, qui ont accusé les autorités de mener des interprétations arbitraires et de faire une reconstruction idéologique, censée glorifier le Moyen Âge macédonien tout en oubliant les époques suivantes. L'usage de méthodes contraires aux principes archéologiques modernes a également été critiqué, notamment l'ajout de béton et de ciment, ainsi que le non-respect du principe « la restauration s'arrête là où commence l'hypothèse » (Convention de La Haye pour les biens culturels). Le coût élevé des travaux a également été reproché.

### Émeute de 2011

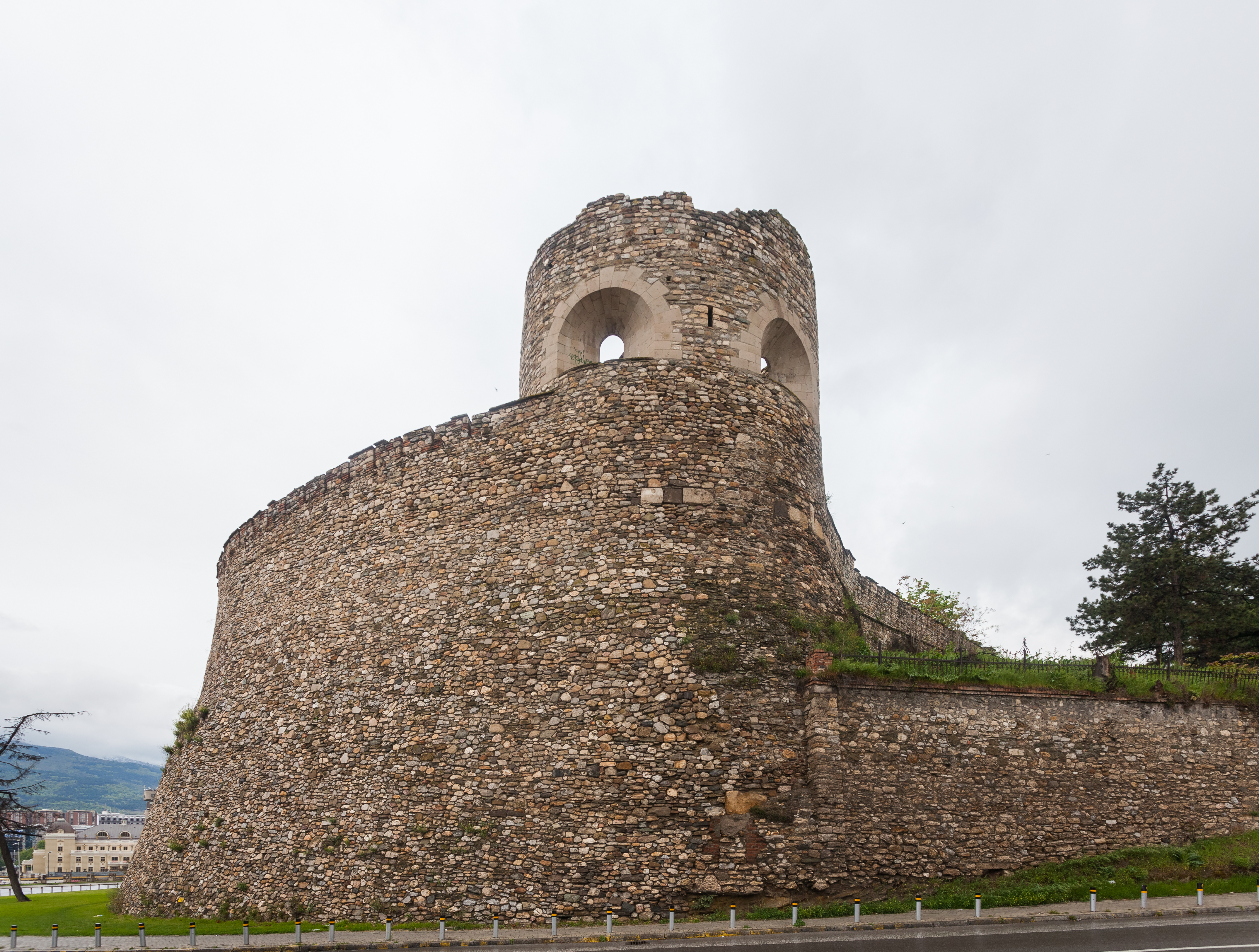
Mur.

En 2011, la construction d'une structure en métal au-dessus des fondations de l'église médiévale a déclenché la colère de l'opposition et de la minorité albanaise de la ville. En effet, alors qu'officiellement, cette structure devait être un musée, certains pensaient qu'il s'agissait en fait d'une véritable église, notamment parce que des discussions avaient eu lieu entre les autorités municipales et l'Église orthodoxe macédonienne. Les partis politiques de la Nouvelle Démocratie et de l'Union démocratique pour l'intégration, qui défendent la minorité albanaise, ont finalement réussi à faire stopper les travaux sur la structure en février 2011, en arguant qu'elle menaçait la paix interethnique dans le pays. Certains Albanais ont par ailleurs proposé la reconstruction de la mosquée Hatik Pacha, qui se trouvait elle aussi dans la forteresse et dont les fondations ont également été retrouvées. 
Malgré l'arrêt officiel des travaux, la construction de la structure a repris de façon clandestine, la nuit, et le 10 février, une centaine d'Albanais a surpris des ouvriers sur le chantier. Ils ont commencé à détruire la structure, avant d'être chassés par la police. Le 13 février 2013, des groupuscules extrémistes macédoniens et albanais se sont affrontés devant la forteresse, après des appels sur Internet, laissant 10 blessés, dont deux policiers. À la suite de l'événement, la forteresse a été fermée au public et les travaux de restauration ont été suspendus pour une durée indéterminée.
La reprise des travaux a finalement été annoncée début 2013, et la forteresse doit rouvrir ses portes au public un an plus tard. Trois musées doivent voir le jour dans l'intervalle. La structure métallique sur les fondations de l'église accueillera un musée consacré aux vestiges slaves et chrétiens, une mosquée sans symboles religieux abritera les vestiges ottomans et il y aura aussi un espace d'exposition consacré à la Préhistoire.